# Dendrobium umbonatum
Dendrobium umbonatum är en orkidéart som beskrevs av Gunnar Seidenfaden. Dendrobium umbonatum ingår i släktet Dendrobium, och familjen orkidéer. Inga underarter finns listade i Catalogue of Life.